# ロイクハイム
ロイクハイム (ドイツ語: Roigheim) は、ドイツ連邦共和国バーデン＝ヴュルテンベルク州ハイルブロン郡に属す町村（以下、本項では便宜上「町」と記述する）。

## 地理

### 位置
ロイクハイムは、ハイルブロン郡北部、ヤクスト川支流のゼカッハ川沿いに位置する。この町は、バウラントからコッハー＝ヤクスト平野に至る斜面に位置する。

### 隣接する市町村
ロイクハイムに隣接する市町村は、南から時計回りに、メックミュール（ハイルブロン郡）、ビリヒハイム、シェフレンツ、アーデルスハイム（以上、ネッカー＝オーデンヴァルト郡）。ロイクハイムは、メックミュール、ヤクストハウゼン、ヴィッデルンと行政共同体を形成している。

## 歴史

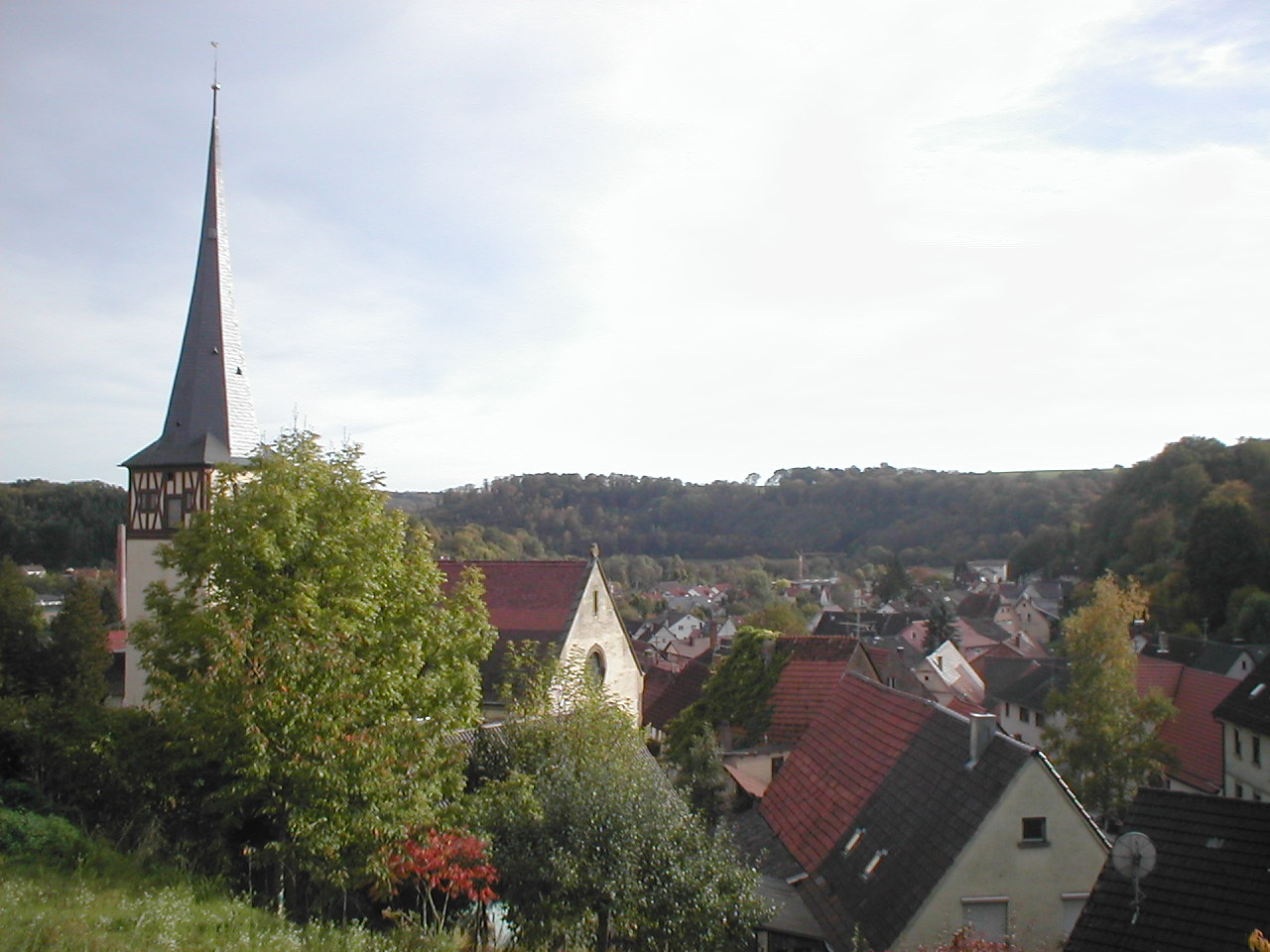
ロイクハイムの町並み

考古学的な出土品から、ロイクハイムの町域には石器時代にはすでに人が定住していたことが示されている。西暦150年頃のローマ時代にも、ロイクハイムの町域に入植地が存在した。1110年にロイクハイムは、Rohinkheim として初めて文献上で言及されている。13世紀には貴族領主デュルン家の所領となっていたが、1287年に、まず、ホーエンローエ家に渡った。1445年にプファルツ選帝侯に売却され、1504年にランツフート継承戦争の末、最終的にヴュルテンベルク公が、これを獲得した。この村の財産は、アモールバッハ修道院、ゼーリゲンタール修道院、アーデルスハイム家、ドンメネック家、ベルリヒンゲン家が所有していた。1719年5月10日に、この村は、大規模な火災により広範囲にわたって破壊された。1869年にこの町に鉄道が通った。
ロイクハイムは、1808年までオーバーアムト・メックミュールに属し、1808年から1810年まではオーバーアムト・シェーンタール、その後1938年までオーバーアムト・ネッカーズルム（1934年からはネッカーズルム郡）に属し、1938年の同郡廃止に伴いハイルブロン郡に編入された。

### 宗教
ロイクハイムの住民はプロテスタントが主である。1992年の調査では、72%がプロテスタント、18%がカトリックであった。1907年の時点では住民の92%がプロテスタントであった。

### 人口推移
人口は、1939年の935人から、1960年の1,620人までは増加した。その後は再び減少し、2004年12月31日の人口は1,474人であった。

## 行政

### 議会
ロイクハイムの町議会は、10議席からなる。

### 紋章と旗
図柄: 銀地に、門と塔を備えた赤い壁。
旗は赤と白である。
この紋章は、19世紀に初めて登場し、1903年から印章に用いられている。この紋章のモチーフの由来については定かでない。ロイクハイムには市門や塔は造られていない。ロイクハイムの製紙業の創業者ヨプスト・レトラーは、1683年にラーフェンブルクの2本の塔を透かし模様にしたが、これが現在のロイクハイムの紋章に、いくぶん類似点がある。

## 文化と見所

### 建築
プロテスタント教区教会は、1497年に建造された以前の教会の後期ゴシック様式の塔と内陣を利用する形で、1902年にハインリヒ・ドルメチュの設計に基づき建設された。教会の丘の中腹に、16世紀の農家の建物がある。メインストリート沿いのバロック様式の牧師館は、1722年に建設された。町役場新館の近くに、周囲の農村の風景に不似合いな、1908年建立の戦争記念碑がある。この町は、1719年に大火災に遭ったため、古い木組み建築はわずかしか遺されていない。中心部の建物の多くは18世紀から19世紀に建てられたもので、再開発の需要に応えた痕跡がはっきりと解る。

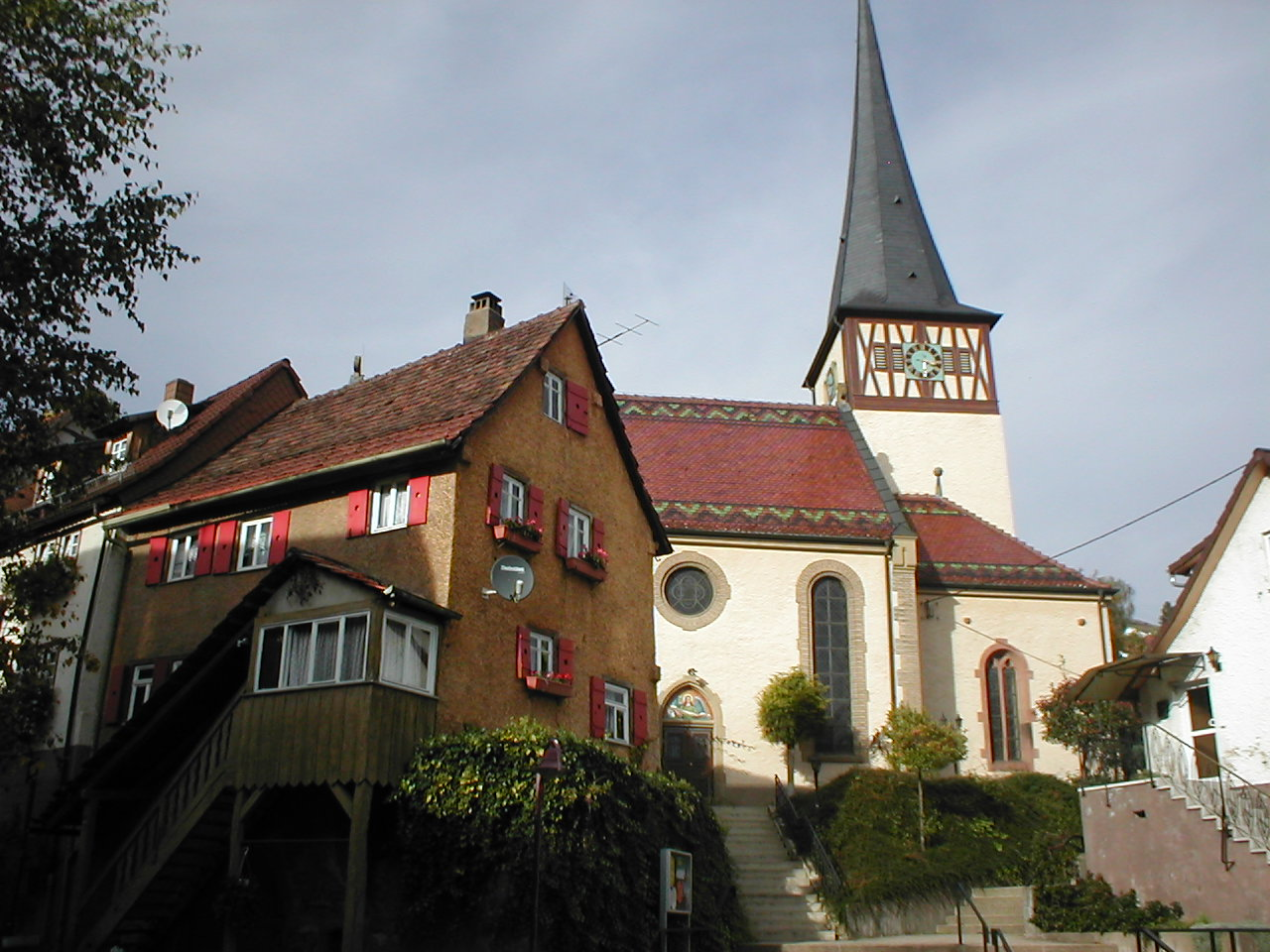
プロテスタント教区教会、1902年
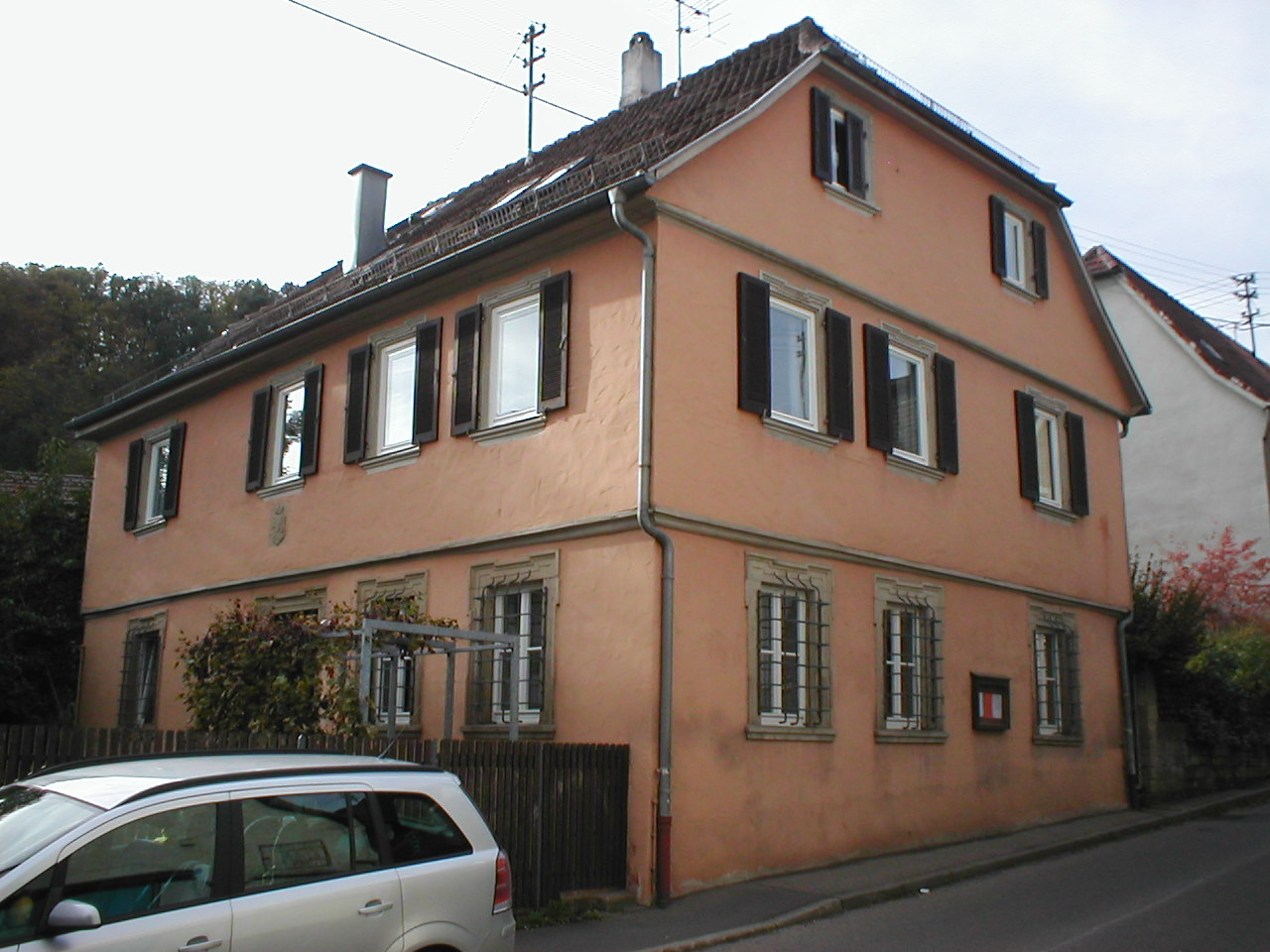
牧師館、1722年
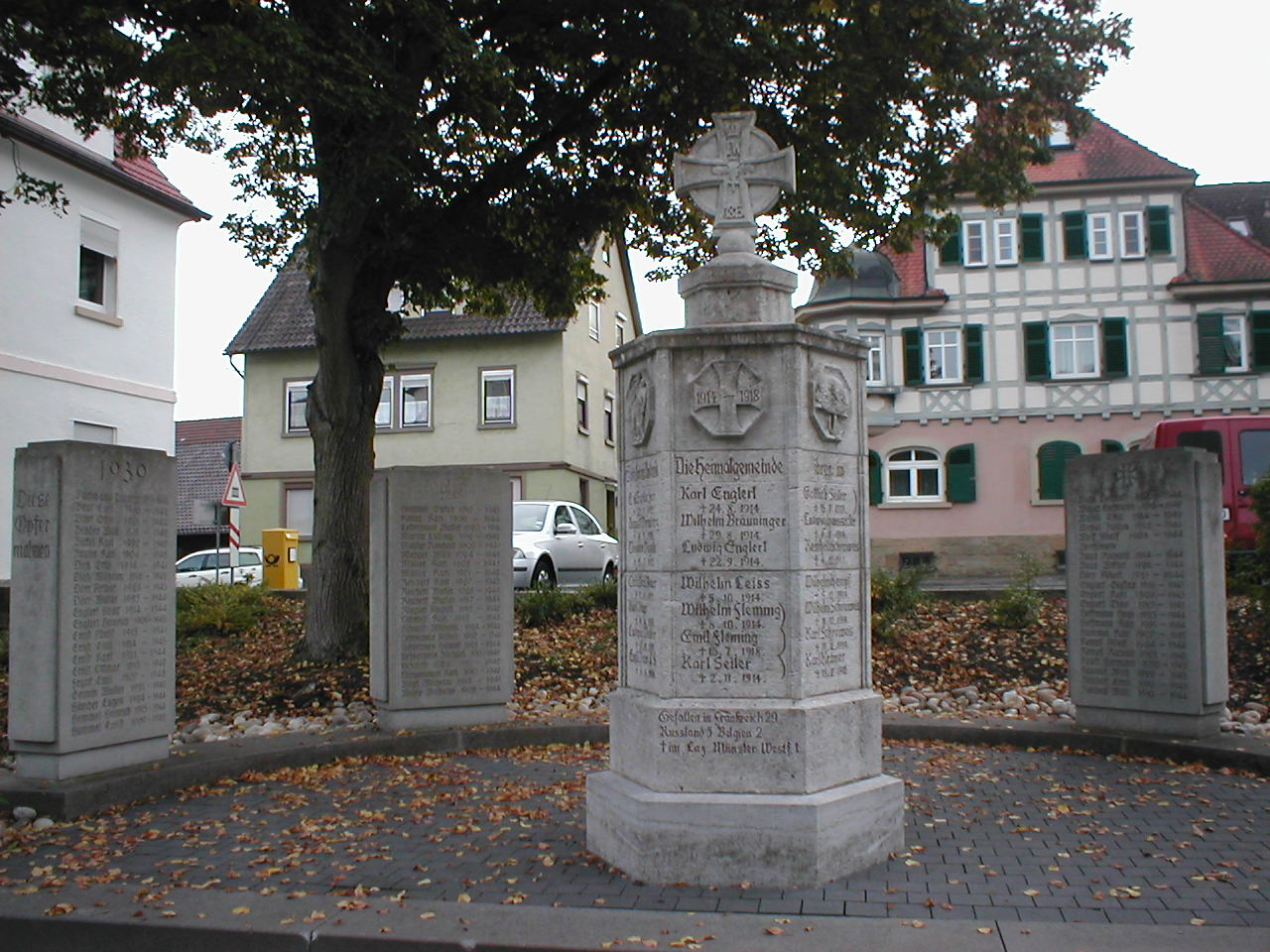
町役場近くの戦争記念碑
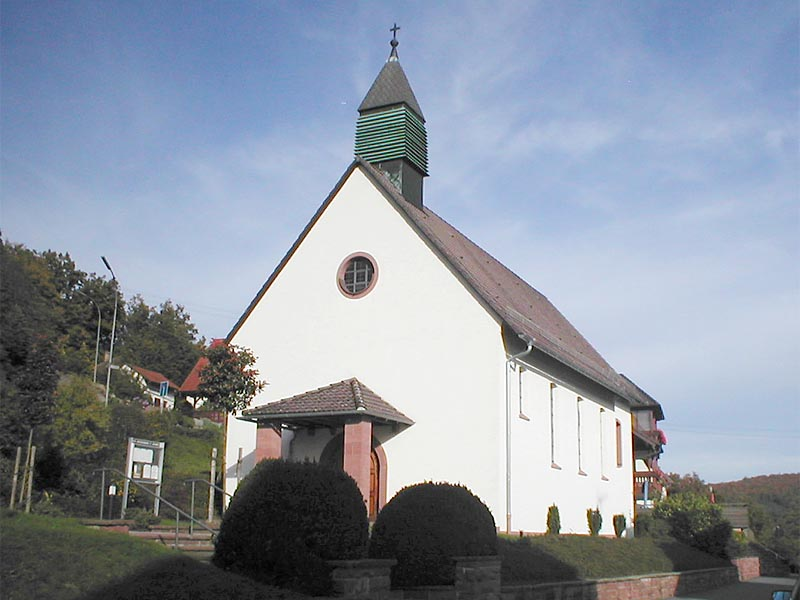
カトリックの聖ヨハネ礼拝堂

### 博物館
ロイクハイムには、エレクトロ・ミュージアムがある。

### 自然保護区
約20haの広さのエシッヒベルク/ヘルンレ自然保護区が2000年に制定された。この区域は、乾燥した土地が広がる石灰質の斜面で、ミリタリー・オーキッド(Orchis militaris)やオフリス・アピフェラ(Ophrys apifera)など多くの種類のランが棲息している。

### 技術遺物
エシッヒベルク/ヘルンレ自然公園内に、2004年に再建された古い石灰窯がある。2005年10月に、この窯に初めての火入れが行われた。

## 経済と社会資本
以前は、農業主体の町であったが、砂岩採石や石膏の採掘といった鉱業も古くから行われていた。1970年以後、町の石膏採掘は、Rigips社が行っている。

### 交通
ロイクハイムは、シュトゥットガルトからヴュルツブルクへのフランケン鉄道沿いに位置している。ほぼ1時間毎にハイルブロン方面およびオスターブルケン方面への近距離列車が発着する。アウトバーンA81号線は、メックミュールのインターチェンジを利用する。

### 地元企業
ロイクハイムの最も重要な雇用主は、Pucaro Elektro-Isolierstoffeで、電子部品のプレスボードを製造する会社で、従業員数は約250人である。この企業は、1668年にヨプスト・レターが創設した製紙業者をその起源とし、名前の Pucaroは、"Pressspan- und Cartonagenfabrik Roigheim" を短縮したものである。この会社は、1989年にアセア・ブラウン・ボベリ社に買収された。

### メディア
ロイクハイム周辺地域のニュースは、日刊紙 Heilbronner Stimmeの北東部版(NO)に掲載される。

## 引用
1. ↑  Statistisches Landesamt Baden-Württemberg – Bevölkerung nach Nationalität und Geschlecht am 31. Dezember 2023 (CSV-Datei)